# Enicospilus zebrus
Enicospilus zebrus là một loài tò vò trong họ Ichneumonidae.